# Algar do Carvão
Algar do Carvão (Kaverna premoga) je stara lavina cev ali vulkanski zračnik, ki je v osrednjem delu otoka  Terceira v portugalskem arhipelagu na Azori. Leži znotraj civilne župnije Porto Judeu v občini Angra do Heroísmo.

## Zgodovina
Obstoj kaverne je bil znan že dolgo časa, vendar je globina in pomanjkanje svetlobe v okolici, zaradi vertikalnega spusta, otežila spust in odložila vsakršno resnično raziskovanje. 
26. januarja 189 so prvi spust z uporabo preproste vrvi opravili Cândido Corvelo in Luis Sequeira.
Drugi spust je leta 1934 naredil Didier Couto, ki je izdelal prvi grob zemljevid notranjosti. Ta risba, ki temelji samo na vizualnih opazovanjih (in ne meritvah), se je izkazala za precej natančno.
18. avgusta 1963 je skupina navdušencev organizirala spust z uporabo platforme "stol", ki je bila obešena na najlonski vrvi, kasneje pa z navezo.
S prihodom prenosnih sistemov razsvetljave je bilo možno ponovno pregledati opazovanja iz prve roke, vključno z najbolj oddaljenimi in ozkimi deli kaverne. Jama je bila odprta za javnost konec 20. stoletja s tedenskimi organiziranimi izleti (razen ob vikendih in praznikih) skozi poletje (od maja do septembra). Dostop do jame je možen tudi preko organizacije Montanheiros, ki je odgovorna za zadeve, povezane z Algarjem.

### Toponimi
Beseda algar je portugalska beseda, ki označuje naravno votlino v zemlji, ki je, za razliko od večine jam ali kavern, bolj vertikalna v svoji orientaciji, kot pri vrtini. Portugalska beseda izhaja iz arabske besede al-Gar, kar pomeni 'pregib', medtem ko Carvão v portugalščini pomeni 'premog'. Algar do Carvão ni vir premoga, izraz carvão pa je bil uporabljen tudi v portugalskem vernakularnem jeziku, ki je podoben 'črnini', 'črni' ali 'požgani', kar se nanaša na temno sestavo kamnin.

## Geografija
Terceira je območje štirih velikih vulkanov (Pico Alto, Santa Bárbara, Guilherme Moniz in Cinco Picos), združenih vzdolž bazaltne razpoke, ki prečka otok od severozahoda do jugovzhoda. Algar do Carvão je neposredno povezana s kaldero vulkana Guilherme Moniz, vendar je del istega kompleksa kot Santa Barbara na zahodu, Pico Alto na severu in Guilherme Moniz, ki je na kratki razdalji južno od Algar do Carvão. Ta je na 583 metrih nadmorske višine.
Obseg 40,5 hektarjev je bil zaradi svoje posebne vulkanske značilnosti, poleg okoljskega ekosistema, opredeljen kot regionalni naravni spomenik (portugalsko Monumento Natural Regional). Vhod v Algar predstavlja 45 metrov navpičnega jaška do notranjosti, ki doseže rampo razbitin in gramoza. Od tu je še ena stopnja do čiste vode notranjega bazena, približno 90 metrov od ravne površine. Bazen je povezan z deževnico in lahko doseže globino do 15 metrov ali postane suh v poletnih mesecih zaradi majhne količine padavin ali brez njih.
Sama jama je izjemna zaradi edinstvenih mineraloških lastnosti svojih silikatnih stalaktitov.

### Biom
Algar je naseljen z bogatimi rastlinskimi tapiserijami, ki pokrivajo vhodno strukturo stožca, vključno z različnimi endemičnimi vrstami. Poleg tega obstaja več vrst nevretenčarjev, ki ustvarjajo v jami svoje domove, kot so pajek (Turinyphia cavernicola) in druge vrste jamskih živali, kot so stonoga (Lithobius obscurus azorae), kobilica (Pseudosinella ashmoleorum) in talni hrošč (Trechus terceiranus). Nazadnje, obstaja izrazita prisotnost različnih mahov, vključno s tistimi iz Rdečega seznama evropskih briofitov (ECCB), kot so Alophosia azorica in Calypogeia azorica.